# Content (Álbum de Joywave)
Content es el segundo álbum de estudio de la banda americana de indie rock, Joywave, lanzado por las discográficas Cultco Music y Hollywood Records el 28 de julio de 2017. El álbum es la continuación de su álbum debut, How Do You Feel Now?, que se lanzó en 2015. Fue coproducido por los miembros de la banda Daniel Armbruster y Sean Donnelly.
Fue grabado en 2016. Antes del lanzamiento del álbum, se lanzaron cinco sencillos para promocionar el álbum:   "It's a Trip!", "Shutdown", "Doubt" y "Going to a Place".

## Acontecimientos previos y grabación
Joywave anteriormente había lanzado How Do You Feel Now?, su álbum debut, en 2015. Tras el disco, la banda comenzó a grabar un nuevo álbum en 2016. Content fue grabado en un lapso de cuatro meses en un granero, en Bloomfield, Nueva York, que se halla a 45 minutos de la ciudad natal de la banda, Rochester.
Paul Brenner, el baterista de la banda, consideraba el granero como un "espacio muy abierto" que permitía a la banda crear "sonidos y tonos naturales". Los tambores en el disco se grabaron a altas horas de la noche, debido a que los micrófonos captaban ruidos externos, como el tráfico. Aunque la banda había usado samples de películas de Disney mientras creaba How Do You Feel Now?, la banda optó por no usarlas para su nuevo disco. La producción fue realizada por los miembros de la banda Daniel Armbruster y Sean Donnelly y la mezcla fue realizada por Rich Costey.

## Promoción y lanzamiento
Antes de la salida del álbum, se lanzaron cinco canciones del álbum para streaming
"Content" fue lanzado el 20 de abril de 2017
"It's a Trip!" se lanzó el 11 de mayo,
"Shutdown" el 1 de junio,
"Doubt" el 15 de junio,
Y "Going to a Place" el 6 de julio.
Joywave interpretó canciones de Content en la fiesta de lanzamiento del álbum celebrada en First Federal Plaza en Rochester. La salida al mercado del álbum fue hecha por Cultco Music y Hollywood Records. La descarga digital y las versiones en CD se lanzaron el 28 de julio. El lanzamiento en formato vinilo del álbum fue el 15 de septiembre.

## Lista de canciones
| Content |                             |          |  |
| N.º     | Título                      | Duración |  |
| 1.      | «Content»                   | 4:28     |  |
| 2.      | «Shutdown»                  | 3:42     |  |
| 3.      | «It's a Trip!»              | 3:03     |  |
| 4.      | «Rumors»                    | 3:47     |  |
| 5.      | «Confidence»                | 0:48     |  |
| 6.      | «Doubt»                     | 3:45     |  |
| 7.      | «Going to a Place»          | 5:56     |  |
| 8.      | «Little Lies You're Told»   | 3:18     |  |
| 9.      | «When You're Bored»         | 3:13     |  |
| 10.     | «Thanks. Thanks for Coming» | 3:43     |  |
| 11.     | «Let's Talk About Feelings» | 4:32     |  |

## Posición en listas
| Chart (2017)                            | Puesto |
| --------------------------------------- | ------ |
| Estados Unidos (Top Heatseekers Albums) | 8      |